# Comuna Lisove, Manevîci
Lisove (în ucraineană Лісове) este o comună în raionul Manevîci, regiunea Volînia, Ucraina, formată din satele Huta-Lisivska și Lisove (reședința).

## Demografie
Componența lingvistică a satului Lisove
     Ucraineană (99,67%)
     Alte limbi (0,22%)
Conform recensământului din 2001, majoritatea populației satului Lisove era vorbitoare de ucraineană (99,67%), existând în minoritate și vorbitori de alte limbi.